# Atropacarus (Hoplophorella) hamatus
Atropacarus (Hoplophorella) hamatus is een mijtensoort uit de familie van de Phthiracaridae. De wetenschappelijke naam van de soort werd voor het eerst geldig gepubliceerd in 1909 door Ewing.